# Чикрызов, Владимир Григорьевич
Владимир Григорьевич Чикрызов (1925—1986) — советский создатель телевизионной аппаратуры для космических аппаратов, кандидат технических наук (1973), участник подготовки и осуществления первого в мире полёта космического корабля-спутника Восток с человеком на борту (1961). Лауреат Государственной премии СССР. Заслуженный машиностроитель РСФСР.

## Биография
Родился 28 января 1925 года в Новосибирске в семье учёного-геолога Г. С. Чикрызова.

### Образование и участие в Великой Отечественной войне
С 1942 по 1945 год обучался в Ташкентском авиационном институте и с 1945 по 1949 год в Ленинградском институте авиационного приборостроения.

### Во ВНИИ телевидения и участие в Космическом проекте
С 1949 по 1979 год на научно-исследовательской работе в  Всесоюзном научно-исследовательском институте телевидения в должностях: старший техник, инженер-конструктор, главный конструктор и заместитель директора этого института по научной работе.
С 1950 года В. Г. Чикрызов являлся участником разработки и одним из организаторов телевизионной аппаратуры для авиации «Калий», был участником разработки малокадровой космической телевизионной системы «Енисей», благодаря которой было получено изображение обратной стороны Луны, переданной с АМС «Луна-3».
Под руководством В. Г. Чикрызова проводились научно-исследовательские и опытно-конструкторские работы по созданию космического телевидения. С 1960 по 1961 год В. Г. Чикрызов был участником осуществления первой телевизионной передачи подвижных объектов с космического корабля «Восток» и благодаря этой системе под названием  «Селигер» в 1961 году было передано первое изображение первого космонавта планеты Ю. А. Гагарина с космического корабля-спутника «Восток». С 1970 года В. Г. Чикрызов являлся руководителем работ по созданию телевизионной аппаратуры для наблюдения за приземлениями космических кораблей, которая впервые была использована в 1975 году во время успешного выполнения первого совместного полёта советского космического корабля «Союз-19» и американского космического корабля «Аполлон» по программе «Союз — Аполлон».
17 июня 1961 года Указом Президиума Верховного Совета СССР «За активное участие в подготовке и осуществлении первого в мире полёта космического корабля-спутника Восток с человеком на борту» Г. И. Левин был награждён Орденом Трудового Красного Знамени.
В 1975 году «закрытым» Постановлением ЦК КПСС и СМ СССР «За успешное выполнение первого совместного полёта советского космического корабля "Союз-19" и американского космического корабля "Аполлон" по программе "Союз—Аполлон"» Г. И. Левин был удостоен Государственной премии СССР

### Дальнейшая деятельность
С 1979 по 1982 год работал в центральном аппарате Министерства промышленности средств связи СССР в должностях — главный инженер и руководитель главного управления.
С 1982 по 1986 год — первый заместитель директора МНИИ телевидения, член Научно-технического совета МПСС СССР, МНИИ телевидения и ВНИИ телевидения.
Скончался 17 мая 1986 года в Москве, похоронен на Веденском кладбище.

## Награды
- Орден Трудового Красного Знамени
- Орден «Знак Почёта»
- Медаль «За трудовое отличие»[2][3]

### Премии
- Государственная премия СССР (1975)[1][2]